# Gramatyka języka francuskiego
Gramatyka języka francuskiego – opis zjawisk językowych występujących w języku francuskim w ujęciu synchronicznym.

## Morfologia

### Rodzajnik
Rodzajnik w języku francuskim występuje w dwóch rodzajach: męskim i żeńskim, a także w liczbie pojedynczej i mnogiej. Wyróżnia się dwa typy rodzajników: określone i nieokreślone:
- Liczba pojedyncza:
  - rodzaj męski: un – rodzajnik nieokreślony; le (l') – rodzajnik określony
  - rodzaj żeński: une – rodzajnik nieokreślony; la (l') – rodzajnik określony
- Liczba mnoga: (nie ma rozróżniania na rodzaje)
  - des – rodzajnik nieokreślony
  - les – rodzajnik określony

l jest formą skróconą od le i la; używa się go w wyrazach rozpoczynających się od samogłoski lub h niemego: l'habitude, l'avion

#### Rodzajnik nieokreślony
Rodzajników nieokreślonych używa się wówczas, gdy stojący po nim rzeczownik oznacza bliżej nieokreślone rzeczy (osoby) lub gdy o danym przedmiocie jest mowa pierwszy raz.
Przy czasowniku avoir (mieć) w zdaniu przeczącym, po ne ... pas zamiast rodzajnika określonego stosuje się przyimek de:
Pierre a une voiture. – Piotr ma samochód.

Pierre n'a pas de voiture. – Piotr nie ma samochodu.
W zdaniach przeczących z użyciem czasownika être (być) rodzajnik nieokreślony nie zmienia swej postaci:
C'est une chaise. – To jest krzesło.

Ce n'est pas une chaise. – To nie jest krzesło.

#### Rodzajnik określony
Rodzajnik określony używany jest wówczas, gdy stojący po nim rzeczownik oznacza rzeczy (osoby), które są powszechnie znane, jednoznacznie określone lub o których była już mowa.
Po przeczeniu rodzajnik określony nie zmienia swojej formy.
Rodzajnika określonego używa się w szczególności przed:
- nazwami kontynentów, państw, dużych wysp i regionów
- nazwiskami oznaczającymi rodzinę lub kilku jej przedstawicieli
- rzeczownikami oznaczającymi części ciała[3]
- nazwami dni tygodnia
- nazwami świąt kościelnych
- określeniami gatunków oraz nazwami surowców.

#### Rodzajnik ściągnięty
Rodzajniki ściągnięte to połączenia rodzajnika określonego le i les z przyimkami à i de:
- à + le = au
- à + les = aux
- de + le = du
- de + les = des

#### Rodzajnik cząstkowy
Rodzajnik cząstkowy (l’article partitif) jest używany przed rzeczownikami niepoliczalnymi, którymi są: ciecze, materiały sypkie, gazy, oraz pojęcia abstrakcyjne, takie jak cechy, relacje, uczucia. Rodzajnik cząstkowy oznacza, że mówiącemu chodzi o część jakiejś całości: M. Dupin a acheté du pain et de la viande → Pan Dupin kupił chleb i mięso.
Rodzajnik cząstkowy powstał ze ściągnięcia de oraz rodzajnika określonego i ma następujące formy:
- rodzaj męski: de + le → du, przed samogłoskami i h muette (de l')
- rodzaj żeński: de la, przed samogłoskami i h muette (de l')
- liczba mnoga: de + les → des.

Używa się go przed:
- rzeczownikami oznaczającymi nieokreślone ilości lub rzeczy, których nie można policzyć:
  - Tu manges de la viande. → Jesz mięso.
  - Je bois de l’eau minérale. → Piję wodę mineralną.
- rzeczownikami będącymi nazwami pojęć abstrakcyjnych:
  - J'économise de l’énergie. → Oszczędzam energię.; Il faut du courage pour dire non. → Trzeba odwagi, aby powiedzieć nie.; Vous avez de la chance. → Ma pani szczęście.; Cette fille a du talent. → Ta dziewczyna ma talent.

### Rzeczownik
Jest podstawową częścią mowy w języku francuskim. Formę słownikową stanowi wyraz w liczbie pojedynczej. Francuski rzeczownik ma cechę rodzaju – męskiego lub żeńskiego. Rodzaj nijaki nie występuje. Rzeczownik odmienia się przez liczby – pojedynczą i mnogą. Posiada tylko jedną formę deklinacyjną. Przypadki w tłumaczeniu na język polski oddaje się właściwymi przyimkami.

#### Liczba mnoga rzeczownika
Liczbę mnogą tworzy się w większości przypadków dodając końcówkę -s do wyrazu w liczbie pojedynczej.
- un jardin (ogród) – des jardins (ogrody)
- une voiture (samochód) – des voitures (samochody).

Odstępstwa od zasady

Gdy rzeczownik w liczbie pojedynczej kończy się na -s, -x lub -z, dodatkowej końcówki nie dodaje się:
- un fils (syn) – des fils (synowie)
- une voix (głos) – des voix (głosy).

Niektóre rzeczowniki w miejsce końcówki -s przyjmują -x. Są to z reguły rzeczowniki zakończone na:
- -eau, np. un couteau (nóż) – des couteaux (noże)
- -eu, np. un jeu (gra) – des jeux (gry).

Rzeczowniki zakończone na -ou z reguły przyjmują końcówkę -s. Niektóre tylko kończą się na -x. Najważniejsze z nich to:
- un bijou (klejnot)
- un caillou (kamień)
- un chou (kapusta)
- un genou (kolano)
- un hibou (sowa)
- un joujou (zabawka)
- un pou (wesz).

Rzeczowniki zakończone na -al przyjmują końcówkę -ux, wyrzucając l:
- un cheval (koń) – des chevaux (konie)
- un local (lokal) – des locaux (lokale).

### Czasownik
Czasowniki określają wykonywaną czynność lub stan, w jakim znajduje się podmiot. Czasowniki charakteryzują cechy wyróżniające: tryb, czas (w tym aspekt), koniugacja. Pod względem morfologicznym w języku francuskim wyróżnia się trzy grupy czasowników.

#### Grupa I
- czasowniki zakończone regularne na -er w bezokoliczniku np.: regarder, rester, détester, z wyjątkiem aller
- czasowniki zakończone na -ger np. changer, manger, nager, partager, ranger – w tych czasownikach po -g musi wystąpić e dlatego, że -e nieme a także -i powoduje wymowę g jako [ż]
- czasowniki zakończone na -cer. np. commencer, placer, avancer, lancer – w tych czasownikach -e przechodzi w -è; zmiana ta następuje przed e niemym. Ponadto w pierwszej osobie liczby mnogiej c zamienia się w ç (np. commençons), żeby zapobiec zmianie wartości fonicznej.
- czasowniki takie jak appeler i jeter, które przed e niemym podwajają l – ll lub t – tt (j'appelle, tu jettes)
- czasowniki takie jak payer, essayer, se vouvoyer, w których przed e niemym, y zamienia się na i (je paie, j'essaie, je me vouvois)

#### Grupa II
- czasowniki zakończone na -ir w bezokoliczniku i odmieniające się w czasie teraźniejszym według wzorcowego czasownika finir (je finis, tu finis, il finit, nous finissons, vous finissez, ils finissent) i mające imiesłów współczesny zakończony na -issant.

#### Grupa III
- czasowniki nieregularne pod względem odmiany są podzielone na cztery podgrupy. W ramach jednego modelu występują jednak różnice odmiany[5]
  - Czasowniki w podgrupie 1 są zakończone na -ir, ale nie należą do grupy II, jak np. acquérir, partir, venir.

I os. l.p. tych czasowników to: j'acquiers, je pars, je viens.
- - Czasowniki w podgrupie 2 są zakończone na -oir, np. devoir, recevoir, vouloir.

I os. l.p. tych czasowników to: je dois, je reçois, je veux.
- - Czasowniki w podgrupie 3 są zakończone na -re, np. boire, dire, prendre.

I os. l.p. tych czasowników to: je bois, je dis, je prends.
- - W podgrupie 4 jest tylko jeden czasownik: aller.

#### Czasowniki ułomne
Czasowniki ułomne występują wyłącznie w 3. osobie liczby pojedynczej.
- pleuvoir – il pleut (pada deszcz)
- falloir – il faut (trzeba)

Są to czasowniki 3 grupy, występują we wszystkich czasach i trybach z wyjątkiem trybów: rozkazującego (Impératif), warunkowego druga forma (Conditionnel Passé 2e forme), nie ma też imiesłowu współczesnego (Gérondif).

Czasownik pleuvoir występuje w znaczeniu metaforycznym w 3. osobie liczby mnogiej.
- choir – (upadać), 3 grupa, odmienia się przez wszystkie czasy i tryby z wyjątkiem trybu rozkazującego teraźnieszego (Impératif présent), przeszłego niedokonanego (Imparfait) i łącznego teraźnieszego (Subjonctif présent).

Używany jest najczęściej w postaci bezokolicznikowej.

#### Czasowniki zwrotne
Les verbes pronominaux, czyli czasowniki zwrotne, nie stanowią odrębnej grupy czasowników. Zaimek zwrotny podlega odmianie przez osoby, w trybie oznajmującym znajduje się przed czasownikiem.
Przykładowe czasowniki zwrotne:
- s'appeler (nazywać się)
- se laver (myć się)
- se souvenir (pamiętać, przypominać sobie)
- se vêtir, s'habiller (ubierać się)

Modelowa odmiana:
je me lave, tu te laves, il se lave, nous nous lavons, vous vous lavez, ils se lavent.
Odmiana przez osoby czasownika se laver:
- je me lave (ja się myję)
- tu te laves (ty się myjesz)
- il/elle se lave (on/ona się myje)
- nous nous lavons (my się myjemy)
- vous vous lavez (wy się myjecie)
- ils/elles se lavent (oni/one się myją)

Przykłady:
- J'habite loin de chez mes parents, nous nous voyons une fois par mois. → Mieszkam daleko od moich rodziców, widujemy się raz na miesiąc.
- Ils se promènent tous les jours. → Oni spacerują każdego dnia.

#### Fleksjaczasownika
W języku francuskim występuje osiem czasów w trybie oznajmującym, dwa czasy w trybie warunkowym, cztery czasy w trybie łącznym, dwa czasy w trybie rozkazującym, dwa czasy dla bezokolicznika i jego imiesłowu. Dużą rolę w mowie potocznej odgrywają półczasy (czas przeszły niedawny i czas przyszły bliski).

##### Czas teraźniejszy

###### Le présent –czas teraźniejszy
Le présent, czas teraźniejszy, opisuje:
- zdarzenia mające miejsce obecnie, w tej chwili, punktowe lub rozciągnięte w czasie:
Je nage. – Pływam. (zdarzenie rozciągnięte w czasie)
La porte claque. – Drzwi trzasnęły. (zdarzenie punktowe)
- prawdy ogólne i oczywiste:
La Terre tourne autour du Soleil. – Ziemia obiega Słońce.
- zdarzenia przeszłe (w tym przypadku mówimy o présent historique lub présent de narration):
Louis XIV meurt en 1715. – Ludwik XIV umiera w roku 1715.
- może odnosić się do przyszłości:
Il est dix heures. Il rentre à midi. – Jest godzina dziesiąta. On wraca w południe.

##### Czasy przeszłe

###### Le passé récent – czas przeszły niedawny
Czas wyrażający przeszłość niedawną, opisujący wydarzenia, które dopiero co miały miejsce, używany w mowie. Tłumaczy się go: właśnie co, dopiero co, niedawno, przed chwilą, przed momentem. Czas ten tworzy się dodając do formy osobowej czasownika venir bezokolicznik poprzedzony de:
Schemat: podmiot + venir w odpowiedniej formie + de + bezokolicznik.
Odmiana czasownika venir przez osoby wygląda następująco:
| Osoba    | Singulier (liczba pojedyncza) | Pluriel (liczba mnoga) |
| -------- | ----------------------------- | ---------------------- |
| 1. osoba | je viens                      | nous venons            |
| 2. osoba | tu viens                      | vous venez             |
| 3. osoba | il/elle/on vient              | ils/elles viennent     |

Zdanie twierdzące:
- Je viens de rentrer chez moi. – Właśnie wróciłem do siebie.

Zdanie przeczące:
- Tu ne viens pas de parler avec lui. – Właśnie z nim nie rozmawiałeś/aś.

Z czasownikiem zwrotnym:
- Il vient de se promener. – Dopiero co się przechadzał.

Z czasownikiem zwrotnym w formie przeczącej:
- Nous ne venons pas de nous rappeler. – Nie udało nam się (przed momentem) przypomnieć.

W pytaniu:
- Venez-vous de le dire? – Powiedzieliście to przed chwilą?

Zdanie przeczące w formie pytającej:
- Ne viennent-ils pas de vendre leur maison? – Czy nie sprzedali niedawno swojego domu?

###### L'imparfait – czas przeszły prosty niedokonany
Czas przeszły niedokonany, służy do:
- opisywania (krajobrazów, pogody, osób, stanów, uczuć, obyczajów, przyzwyczajeń, tradycji):
Je me promenais le long de la mer, j'écoutais le bruit des vagues, le soleil brillait, je me sentais heureux. – Spacerowałem brzegiem morza, słuchałem szumu fal, słońce świeciło, czułem się szczęśliwy.
Les Romains organisaient un grand nombre de fêtes religieuses. – Rzymianie organizowali wiele świąt religijnych.
- wyrażania czynności regularnie powtarzających się w przeszłości:
Chaque jour je me baignais dans la mer qui était très chaude. – Każdego dnia kąpałem się w morzu, które było bardzo ciepłe.
- czas ten jest tłem dla innej czynności przeszłej, wyrażonej w czasie passé composé:
Quand je me baignais, le téléphone a sonné. – Kiedy się kąpałem, zadzwonił telefon.

Budowa czasu:

Schemat: podmiot + od czasownika w pierwszej osobie liczby mnogiej czasu teraźniejszego (présent) odcina się końcówkę -ons i dodaje: -ais, -ais, -ait, -ions, -iez, -aient.

Na przykład: regarder → nous regardons → regard → je regardais, tu regardais, il/elle regardait, nous regardions, vous regardiez, ils/elles regardaient.
W przypadku niektórych czasowników, aby zachować wymowę bezokolicznika, możliwa jest jedna z dwóch zmian ortograficznych:
- czasowniki zakończone na -ger będą miały końcówki -eais, -eais, -eait, -ions, -iez, -eaient. Jest to konieczne, aby zachować dźwięk [ʒ] (gdyby po g następowało od razu a, wymawiałoby się g jako [g]).
Na przykład: je mangeais, tu mangeais, il mangeait, nous mangions, vous mangiez, ils/elles mangeaient.
- czasowniki zakończone na -cer – w tym przypadku, aby zachować dźwięk [s] bezokolicznika, a nie dopuścić do wymowy [k] (gdyby po c było a), stosuje się zapis ç zamiast c (oprócz 1. i 2. osoby liczby mnogiej).
Na przykład: je lançais, tu lançais, il/elle lançait, nous lancions, vous lanciez, ils/elles lançaient.

Istnieją również czasowniki odmieniające się nieregularnie: avoir i être.
Odmiana czasownika avoir w czasie imparfait:
| Osoba    | Singulier (liczba pojedyncza) | Pluriel (liczba mnoga) |
| -------- | ----------------------------- | ---------------------- |
| 1. osoba | j'avais                       | nous avions            |
| 2. osoba | tu avais                      | vous aviez             |
| 3. osoba | il/elle/on avait              | ils/elles avaient      |

Odmiana czasownika être w czasie imparfait:
| Osoba    | Singulier (liczba pojedyncza) | Pluriel (liczba mnoga) |
| -------- | ----------------------------- | ---------------------- |
| 1. osoba | j'étais                       | nous étions            |
| 2. osoba | tu étais                      | vous étiez             |
| 3. osoba | il/elle/on était              | ils/elles étaient      |

Przeczenie: Je n'allais pas.

Pytanie: J'allais? / Allais-je?

Pytanie przeczące: Je n'allais pas? / N'allais-je pas?

###### Le passé composé – czas przeszły złożony dokonany
Czas ten jest niejako przeciwieństwem czasu imparfait. Służy:
- do wyrażania czynności dokonanych, punktowych:
Quand elle rentrait l'orage a éclaté. – Kiedy wracała, rozpętała się burza.
- do wyrażania zdarzeń o ograniczonej długości trwania:
J'ai été absent entre le 5 et le 17 mai. – Byłem nieobecny pomiędzy 5 a 17 maja.
- do wyrażania kilku następujących po sobie zdarzeń:
Je suis sorti, j'ai fermé la porte, je suis descendu dans la rue où j'ai pris un taxi. – Wyszedłem, zamknąłem drzwi, zszedłem na ulicę, gdzie wsiadłem do taksówki.
- do wyrażania czynności wcześniejszej w stosunku do czynności teraźniejszej (następstwo czasów):
J'écoute un disc que j'ai acheté hier. – Słucham płyty, którą kupiłem wczoraj.

Budowa czasu:

Schemat: podmiot + czasownik posiłkowy avoir lub être w odpowiedniej formie + participe passé (imiesłów czasu przeszłego).
Odmiana czasownika avoir przez osoby:
| Osoba    | Singulier (liczba pojedyncza) | Pluriel (liczba mnoga) |
| -------- | ----------------------------- | ---------------------- |
| 1. osoba | j'ai                          | nous avons             |
| 2. osoba | tu as                         | vous avez              |
| 3. osoba | il/elle/on a                  | ils/elles ont          |

Odmiana czasownika être:
| Osoba    | Singulier (liczba pojedyncza) | Pluriel (liczba mnoga) |
| -------- | ----------------------------- | ---------------------- |
| 1. osoba | je suis                       | nous sommes            |
| 2. osoba | tu es                         | vous êtes              |
| 3. osoba | il/elle/on est                | ils/elles sont         |

Tworzenie participe passé:
- dla czasowników pierwszej grupy (zakończonych na -er), participe passé tworzy się dodając w miejsce końcówki -er, końcówkę -é. Na przykład: chanter → chanté, manger → mangé
- pozostałe participe'y passé są nieregularne. Na przykład: apprendre → appris, avoir → eu, comprendre → compris, devoir → dû, être → été, faire → fait, finir → fini, lire → lu, prendre → pris, savoir → su, voir → vu

Dla większości czasowników, czasownikiem posiłkowym jest avoir. Na przykład:
- chanter → j'ai chanté, tu as chanté, il a chanté, nous avons chanté, vous avez chanté, ils ont chanté
- aimer → j'ai aimé, tu as aimé, il a aimé, nous avons aimé, vous avez aimé, ils ont aimé
- w przeczeniu: je n'ai pas aimé, tu n'as pas aimé, il n'a pas aimé itd.
- pytanie: J'ai aimé ? Tu as aimé ? itd. (intonacja); Ai-je aimé ? As-tu aimé ? itd. (inwersja)
- pytanie przeczące: Je n'ai pas aimé ? Tu n'as pas aimé ? itd. (intonacja); N'ai-je pas aimé ? N'as-tu pas aimé ? itd. (inwersja)

Czasowniki zwrotne tworzy się z czasownikiem posiłkowym être. Participe passé jest wtedy odmienny i uzgadnia się z podmiotem (do rodzaju żeńskiego dopisuje się -e, do liczby mnogiej -s, do rodzaju żeńskiego liczby mnogiej -es). Na przykład:
- se laver → je me suis lavé(e), tu t'es lavé(e), il s'est lavé, elle s'est lavée, nous nous sommes lavé(e)s, vous vous êtes lavé(e)s, ils se sont lavés, elles se sont lavées
- przeczenie: je ne me suis pas lavé(e), tu ne t'es pas lavé(e) itd.
- pytanie: Je me suis lavé(e) ? Tu t'es lavé(e)? itd. (intonacja); Me suis-je lavé(e) ? T'es-tu lavé(e)? itd. (inwersja)
- pytanie przeczące: Je ne me suis pas lavé(e) ? Tu ne t'es pas lavé(e) ? itd. (intonacja); Ne me suis-je pas lavé(e) ?, Ne t'es-tu pas lavé(e) ? itd.

Istnieje ponadto kilka czasowników ruchu – tworzy się je również z czasownikiem posiłkowym être, a zatem także i participe passé jest odmienny i uzgadnia się z podmiotem. Czasowniki ruchu najczęściej opisują zmianę stanu lub miejsca położenia. Należą do nich między innymi: aller, arriver, descendre, entrer, monter, mourir, naître, partir, passer, rester, retourner, sortir, tomber, venir. Na przykład:
- je suis sorti(e), tu es sorti(e), il est sorti, elle est sortie, nous sommes sorti(e)s, vous êtes sorti(e)s, ils sont sortis, elles sont sorties.
- przeczenie: je ne suis pas sorti(e), tu n'es pas sorti(e) itd.
- pytanie: Je suis sorti(e) ? Tu es sorti(e) ? itd. (intonacja); Suis-je sorti(e) ? Es-tu sorti(e) ? itd. (inwersja)
- pytanie przeczące: Je ne suis pas sorti(e) ? Tu ne t'es pas sorti(e) ? itd. (intonacja); Ne suis-je pas sorti(e) ? N'es-tu pas sorti(e) ? itd. (inwersja)

###### Le plus-que-parfait –czas zaprzeszłyprosty
Jest czasem zaprzeszłym, oznacza czynności, które miały miejsce przed inną czynnością przeszłą już zakończoną (najczęściej czynność ta jest wyrażona w passé composé lub w imparfait).
Plus-que-parfait jest czasem złożonym i składa się z czasownika posiłkowego avoir lub être, który odmienia się w imparfait, a także z participe passé czasownika głównego.
Budowa czasu:

Schemat: podmiot + czasownik posiłkowy avoir lub être (odmieniony w imparfait) + participe passé czasownika głównego.
Przykład:
- Quand nous sommes venus au cinéma le film avait déjà commencé. → Kiedy przyszliśmy do kina, film się już zaczął.

###### Le passé surcomposé – czas zaprzeszły złożony
Czas ten służy do wyrażania czynności, które wydarzyły się bezpośrednio przed innym, późniejszym zdarzeniem w przeszłości. Używany dość rzadko. Obok passé surcomposé używa się czasu passé composé, który wyraża zdarzenie późniejsze. Passé surcomposé używa się po wyrażeniach czasowych takich jak: aussitôt que (jak tylko), dès que (w momencie kiedy), lorsque (gdy), quand (kiedy), sitôt que (jak tylko).

Schemat: podmiot + avoir lub être odmienione w passé composé + participe passé.

Przykłady:
- Aussitôt que j'ai eu fini mes leçons, je suis retournée. – Jak tylko skończyłam lekcje, wróciłam.
- Dès que j'ai eu appris les résultats du bac, j'ai téléphoné à ma mère. – W momencie kiedy zapoznałem się z wynikami matury, zadzwoniłem do mamy.

###### Le passé antérieur – czas zaprzeszły literacki
Czasu Le passé antérieur używamy, aby wyrazić czynność przeszłą zakończoną przed inną czynnością przeszłą wyrażoną w Passé Simple.

Tworzenie:

Czas składa się z czasownika posiłkowego être lub avoir odmienionego w czasie Passé Simple oraz z participe passé czasownika.

Przykład:

Dès qu'il eut fini son travail, il sortit du bureau. – Jak tylko skończył pracę, wyszedł z biura.

##### Czasy przyszłe

###### Le futur proche – czas przyszły bliski
Czas futur proche jest czasem przyszłym stosowanym do mówienia o czynnościach, które będą miały miejsce w bardzo bliskiej przyszłości, czyli zaraz, a więc co do których jesteśmy naprawdę pewni, że się wydarzą.
Schemat: podmiot + czasownik posiłkowy aller w odpowiedniej formie w czasie teraźniejszym (présent) + bezokolicznik.
Odmiana czasownika wygląda następująco:
| Osoba    | Singulier (liczba pojedyncza) | Pluriel (liczba mnoga) |
| -------- | ----------------------------- | ---------------------- |
| 1. osoba | je vais                       | nous allons            |
| 2. osoba | tu vas                        | vous allez             |
| 3. osoba | il/elle/on va                 | ils/elles vont         |

Aller jest czasownikiem nieregularnym, który w codziennym użyciu oznacza iść, jechać. Natomiast w czasie futur proche pełni wyłącznie funkcję czasownika posiłkowego, którego się nie tłumaczy.
Przykłady:
- Je vais manger. → Będę jeść.
- Ce soir tu ne vas pas regarder la télé. → Dziś wieczorem nie będziesz oglądać telewizji.

###### Le futur simple –czas przyszły prosty
Czas ten stosuje się, aby wyrazić czynności, które zostaną wykonane, lub też nie, w jakimś momencie w przyszłości np. za chwilę, jutro, później, za dwa dni itd. Po drugie, futur simple używany jest czasami po wyrażeniach czasowych: aussitôt que, dès que, lorsque, quand, sitôt que, jeśli dana czynność będzie wykonywana w przyszłości.
Czas futur simple tworzy się przez dodanie do bezokolicznika następujących końcówek:
| Osoba    | Singulier (liczba pojedyncza) | Pluriel (liczba mnoga) |
| -------- | ----------------------------- | ---------------------- |
| 1. osoba | je -ai                        | nous -ons              |
| 2. osoba | tu -as                        | vous -ez               |
| 3. osoba | il/elle/on -a                 | ils/elles -ont         |

Czasowniki pierwszej i drugiej grupy, czyli te zakończone na: -er, -ir, dopisuje się podane wyżej końcówki np.: arriver → j'arriverai (przyjdę), dormir → nous dormirons (będziemy spali).
W czasownikach zakończonych na -re odrzuca się e' i dopisuje odpowiednie końcówki, jak np.: vivre → nous vivrons (będziemy żyli).
- Nieregularne formy czasowników w czasie futur simple:
  - acquérir (nabywać/zdobywać) → j'acquérrai
  - courir (biegać) → je courrai
  - cueillir (zbierać) → je cueillerai
  - devoir (musieć) → je devrai
  - envoyer (wysyłać) → j'enverrai
  - faire (robić) → je ferai
  - falloir (być koniecznym) → il faudra
  - mourir (umierać) → je mourrai
  - pouvoir (móc) → je pourrai
  - recevoir (otrzymywać) → je recevrai
  - savoir (wiedzieć/potrafić) → je saurai
  - tenir (trzymać) → je tiendrai
  - venir (przyjeżdżać/przychodzić) → je viendrai
  - voir (widzieć) → je verrai
  - vouloir (chcieć) → je voudrai

Czasownik avoir:
| Osoba    | Singulier (liczba pojedyncza) | Pluriel (liczba mnoga) |
| -------- | ----------------------------- | ---------------------- |
| 1. osoba | j'aurai                       | nous aurons            |
| 2. osoba | tu auras                      | vous aurez             |
| 3. osoba | il/elle/on aura               | ils/elles auront       |

Czasownik être:
| Osoba    | Singulier (liczba pojedyncza) | Pluriel (liczba mnoga) |
| -------- | ----------------------------- | ---------------------- |
| 1. osoba | je serai                      | nous serons            |
| 2. osoba | tu seras                      | vous serez             |
| 3. osoba | il/elle/on sera               | ils/elles seront       |

Czasownik aller:
| Osoba    | Singulier (liczba pojedyncza) | Pluriel (liczba mnoga) |
| -------- | ----------------------------- | ---------------------- |
| 1. osoba | j'irai                        | nous irons             |
| 2. osoba | tu iras                       | vous irez              |
| 3. osoba | il/elle/on ira                | ils/elles iront        |

Przykłady:
- J'aurai dix-huit ans dans six semaines. → Za sześć tygodni skończę osiemnaście lat.
- Je ne partirai pas cette année en France. → Nie wyjadę w tym roku do Francji.

###### Le futur antérieur –czas zaprzyszły
Czas futur antérieur jest czasem przyszłym uprzednim, zwanym również czasem zaprzyszłym. Opisuje czynności, które wydarzą się bezpośrednio przed innym wydarzeniem w przyszłości. Używając tego czasu, często korzysta się z wyrażeń: aussitôt que, dès que, lorsque, quand, sitôt que. Czasy towarzyszące futur antérieur to futur proche lub, częściej, futur simple.
Schemat: podmiot + czasownik posiłkowy avoir lub être (odmieniony w futur simple) + participe passé czasownika właściwego.
Przykłady:
- Quand j'aurai terminé la lecture de ce livre, je prendrai une tasse de thé. – Kiedy skończę czytać tę książkę, napiję się herbaty.
- Sitôt que je serai retourné chez moi, je mangerai le dîner. – Jak tylko wrócę do siebie, zjem obiad.

#### Tryby (modes)
W języku francuskim występują tryby osobowe, czyli odmienne przez osoby i tryby bezosobowe, które się nie odmieniają. Tryby osobowe: oznajmujący (indicatif), rozkazujący (impératif) i łączny (subjonctif). Tryby bezosobowe: bezokolicznik (infinitif), imiesłów przymiotnikowy (participe) i imiesłów przysłówkowy (gérondif).

##### Tryb oznajmujący
Tryb ten (indicatif) odnosi się do zjawisk istniejących realnie i występuje w następujących czasach:
- w czterech czasach prostych: teraźniejszym (le présent), przeszłym niedokonanym (l’imparfait), przeszłym prostym (le passé simple), nieużywanym w mowie i w przyszłym prostym (le futur simple);
- w czterech czasach złożonych: przeszłym dokonanym (le passé composé), zaprzeszłym (le plus-que-parfait), zaprzeszłym, inaczej uprzednim (le passé antérieur) i przyszłym literackim, inaczej uprzednim (futur antérieur).

Coraz częściej zalicza się do tego trybu także pierwszy tryb warunkowy (le conditionnel présent) i trzeci tryb warunkowy (le conditionnel passé, forme composée) ze względu na bezpośredni stosunek do rzeczywistości jaki one wyrażają.

##### Tryb rozkazujący
Służy do wydawania rozkazów, zakazów, życzeń i poleceń. Ma trzy osoby: drugą osobę liczby pojedynczej i mnogiej oraz pierwszą osobę liczby mnogiej: Regarde! Regarons! Regardez! Tworzy się go od formy drugiej osoby liczby pojedynczej. Jeśli czasownik w tej formie jest zakończony na -es, odrzuca się końcówkę -s: tu travailles → travaille. Ale: tu fais → faisons! Jednak kiedy po czasowniku występuje zaimek en lub y, -s nie zanika: Vas-y! Manges-en!
| forma        | être   | avoir |
| ------------ | ------ | ----- |
| 2. os. l.p.  | sois   | aie   |
| 1. os. l.mn. | soyons | ayons |
| 2. os. l.mn. | soyez  | ayez  |

W innych osobach do wyrażenia rozkazów, zakazów itp. używa się formy trybu łączącego: Qu'il vienne – Niech przyjdzie.

##### Tryb łączący (łączny)
Tryb łączny (subjonctif) wyraża czynność możliwą do zrealizowania pod pewnymi warunkami, lub wątpliwą, lub nacechowaną emocją, wolą czy życzeniem wypowiadającego się oraz występuje obowiązkowo po pewnej liczbie wyrażeń (il faut /trzeba/, il semble que /wydaje się, że/, à condition que /pod warunkiem, że/ itd). Zawsze po wyrażeniu woli czy intencji w rodzaju "niech", "żeby" itp. (que) pojawia się tryb łączny, ze względu na życzeniową treść takiej wypowiedzi. Do pewnego stopnia jest uznaniowy, to znaczy zależy od intencji wypowiadającego się, oznacza wtedy wątpliwość.
Aby utworzyć subjonctif w czasie teraźniejszym, do tematu III l. mn. po odcięciu końcówki -ent dodać następujące końcówki:
| Singulier | Pluriel |
| --------- | ------- |
| -e        | -ions   |
| -es       | -iez    |
| -e        | -ent    |

Czasownik prendre ma dwa rdzenie do tworzenia subjonctif: prenn- i pren-:
| Singulier         | Pluriel               |
| ----------------- | --------------------- |
| que je prenne     | que nous prenions     |
| que tu prennes    | que vous preniez      |
| qu'il/elle prenne | qu'ils/elles prennent |

##### Tryby bezosobowe
- Bezokolicznik (infinitif) występuje w dwu formach czasowych: dokonanej i niedokonanej. Forma niedokonana nosi postać jaką znajdujemy w słownikach. Forma dokonana składa się z czasownika posiłkowego avoir lub être w bezokoliczniku i imiesłowu przymiotnego czasownika głównego.

Porównanie: "manger" oznacza jeść, ale nie wskazuje na zakończenie czynności, można tłumaczyć na polski jako rzeczownik odczasownikowy, natomiast "avoir mangé" tłumaczy się na polski najczęściej w postaci rzeczownikowej lub w formie wyraźnie dokonanej, wskazującej na zakończenie czynności: "zjeść", "po zjedzeniu":
Manger est un plaisir. J'aime bien manger. (Jeść to przyjemność. Lubię dobrze jeść.)
Avoir mangé est un plaisir. J'aime avoir bien mangé. (Zjeść to przyjemność; lub: być najedzonym to przyjemność. Lubię dobrze zjeść.)
- Imiesłów przymiotnikowy także występuje w dwu formach czasowych: teraźniejszej (participe présent), nieodmiennej i przeszłej (participe passé), przyjmującej końcówki liczby i rodzaju. Oprócz funkcji gramatycznej (participe passé służy do budowania czasów złożonych), jako tryb występuje samodzielnie.

Mangeant lentement, j'ai le temps de regarder la télé. (Jako jedzący powoli, mam czas żeby oglądać telewizję).
Mangé lentement, ce plat est bien meilleur. (To danie, jedzone powoli, jest dużo lepsze).
- Imiesłów przysłówkowy (gérondif)

Imiesłów przysłówkowy odgrywa dwie role w zdaniu: czasownika i przysłówka. Jako przysłówek jest okolicznikiem. Jako czasownik uważany jest za tryb, zabarwia inne części zdania specyficznymi funkcjami. Budowany jest tak samo jak imiesłów przymiotnikowy teraźniejszy z poprzedzeniem go przyimkiem "en". Przykład:
En mangeant je ne regarde pas la télé. (Jedząc nie oglądam telewizji).

#### Tworzenie form trybu warunkowego
Tryb warunkowy w języku francuskim może występować w czasie teraźniejszym i czasie przeszłym.

##### Czas teraźniejszy
Tworzenie conditionnel présent:

Conditionnel présent tworzy się przez dodanie do formy czasu przyszłego (bez końcówki -ent) końcówki typowej dla czasu imparfait. Odmiana czasownika étudier (studiować):
| Osoba    | Singulier (liczba pojedyncza) | Pluriel (liczba mnoga) |
| -------- | ----------------------------- | ---------------------- |
| 1. osoba | j'étudierais                  | nous étudierions       |
| 2. osoba | tu étudierais                 | vous étudieriez        |
| 3. osoba | il/elle/on étudierait         | ils/elles étudieraient |

##### Czas przeszły
Tworzenie conditionnel passé:

Conditionnel passé tworzy się przez czasowniki posiłkowe avoir lub être wyrażone w conditionnel présent oraz czasownik właściwy w formie participe passé.

#### Użycie trybu warunkowego w zdaniu pojedynczym
Tryb warunkowy stosowany samodzielnie może oznaczać:
- życzenie, pragnienie[11]: Ils aimeraient avoir un deuxieme enfant → Oni chcieliby mieć drugie dziecko
- Fakt wyobrażony bądź nierzeczywisty: Il rêve d`habiter à Londres. Son apartement se trouverait près de Buckingham Palace → ON marzy, aby mieszkać w Londynie. Jego mieszkanie znajdowałoby się nieopodal Buckingham Palace.
- prośbę wyrażoną w sposób grzeczny: Pourriez-vous me rendre un service, s`il vous plaît? → Czy mógłbym łaskawie prosić o małą przysługę?

##### Pierwszy tryb warunkowy
Mówi o zdarzeniach możliwych do zrealizowania w teraźniejszości lub bliskiej przyszłości.

| Spójnik | Zdanie podrzędne warunkowe            | Zdanie nadrzędne                         |
| ------- | ------------------------------------- | ---------------------------------------- |
| Si      | podmiot A + czas teraźniejszy présent | podmiot B + czas przyszły futur simple   |
| S'      | il ne fait pas son devoir             | il devra le faire pour le lundi prochain |

Przykład:
- Si j'ai le temps ce soir, je viendrai te voir. – Jeśli będę miał czas dziś wieczorem, przyjdę cię odwiedzić.
- Lub odwrotnie: Je viendrai te voir, si j'ai le temps. – Przyjdę cię odwiedzić, jeśli będę miał czas dziś wieczorem.

##### Drugi tryb warunkowy
Wyraża czynności możliwe do wykonania w dalszej przyszłości. Użycie trybu, w przeciwieństwie do niektórych innych języków, nie zależy od możliwości zaistnienia warunku, występuje zarówno gdy warunek jest możliwy do spełnienia, jak i irracjonalny.
| Spójnik | Zdanie podrzędne warunkowe          | Zdanie nadrzędne                 |
| ------- | ----------------------------------- | -------------------------------- |
| Si      | podmiot A + czas przeszły imparfait | podmiot B + conditionnel présent |
| Si      | je réussissais au bac               | j'étudierais à l'université.     |

Przykład użycia drugiego trybu warunkowego:
- Si je réussissais au bac, j'étudierais à l'université. – Jeżeli zdam maturę, będę studiował na uniwersytecie.
- Lub odwrotnie: J'étudierais à l'université, si je réussissais au bac. – Będę studiował na uniwersytecie, jeżeli zdam maturę.

Tryb warunkowy służy również do wyrażenia czynności przyszłej z punktu widzenia przeszłości: Je pensais que te ne viendrais plus → Myślałem, że już nie przyjdziesz.

##### Trzeci tryb warunkowy
Opisuje czynności niemożliwe do zrealizowania, ponieważ wydarzyły się w przeszłości. W tym trybie si tłumaczy się jako gdyby.
| Spójnik | Zdanie podrzędne warunkowe                   | Zdanie nadrzędne               |
| ------- | -------------------------------------------- | ------------------------------ |
| Si      | podmiot A + czas zaprzeszły plus-que-parfait | podmiot B + conditionnel passé |
| Si      | tu avais moins bu hier                       | tu n'aurais pas mal à la tête  |

Przykład zdania w trzecim trybie warunkowym:
- Si j'avais su qu'il faisait de la pluie, j'aurais pris mon parapluie. – Gdybym wiedział, że będzie padał deszcz, wziąłbym moją parasolkę.
- Lub odwrotnie: J'aurais pris mon parapluie, si j'avais su qu'il faisait de la pluie. – Wziąłbym moją parasolkę, gdybym wiedział, że będzie padał deszcz.

## Składnia

### Szyk wyrazów w zdaniu
Szyk wyrazów w zdaniu jest stały:
Podmiot + pierwsza część przeczenia (ne) + zaimek zwrotny (me, te, se, nous, vous, se) + dopełnienie bliższe (le, la, les) + dopełnienie dalsze (lui, leur) + y + en + czasownik [czasownik posiłkowy + druga część przeczenia (pas) + participe passé] + reszta zdania (okoliczniki czasu, miejsca itd.). Okolicznik miejsca może zostać przesunięty na początek zdania. Jest to szyk typowy dla zdań oznajmujących. W trybie pytającym i rozkazującym szyk zdania zmienia się.

### Fraza nominalna

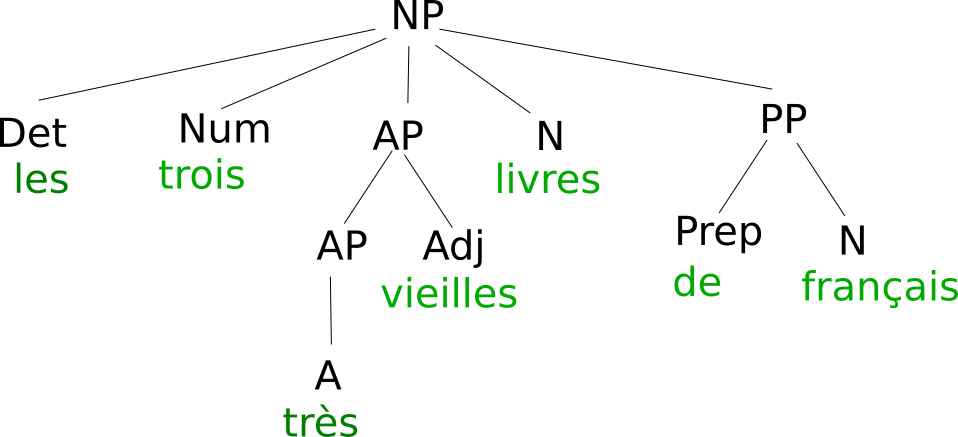
Drzewo składniowe frazy nominalnej

Fraza nominalna składa się z rzeczownika i jego określniki. W języku francuskim istnieją następujące rodzaje określników:
- rodzajniki: un stylo,, la valise, du pain
- zaimki wskazujące: cette maison, cet homme
- przymiotniki dzierżawcze: son cahier, notre bagnole
- liczebniki: troischomeurs, quatre livres

Determinanty mogą występować zarówno pojedynczo, jak i w grupach. Jako określniki mogą występować również przymiotniki pytające lub wykrzyknikowe, takie jak quel, jak również przysłówki wskazujące na ilość: beaucoup de, trop de.
- ces quelques roses → tych kilka róż
- leur deux enfants → ich dwoje dzieci
- Quelle heure estt-il? → Która jest godzina?
- Quel merveilleux jardin! → Jaki piękny ogród!
- Il y a beaucoup de vent aujourd'hui.

Innymi elementami grupy nominalnej mogą być:
- przymiotnik oznaczający jakość lub pochodzenie un gâteau francais
- przydawka: mon livre de français

Fraza nominalna może zostać zastąpiona zaimkiem wskazującym, dzierżawczym, pytającym, osobowym lub nieokreślonym:
- ce livre → celui-ci
- ta raquette de tenis → la tienne
- Quel vin préfères-tu? → Lequel ppréfères-tu?
- Ils regardent le film polonais → Ils le regardent.

### Fraza werbalna

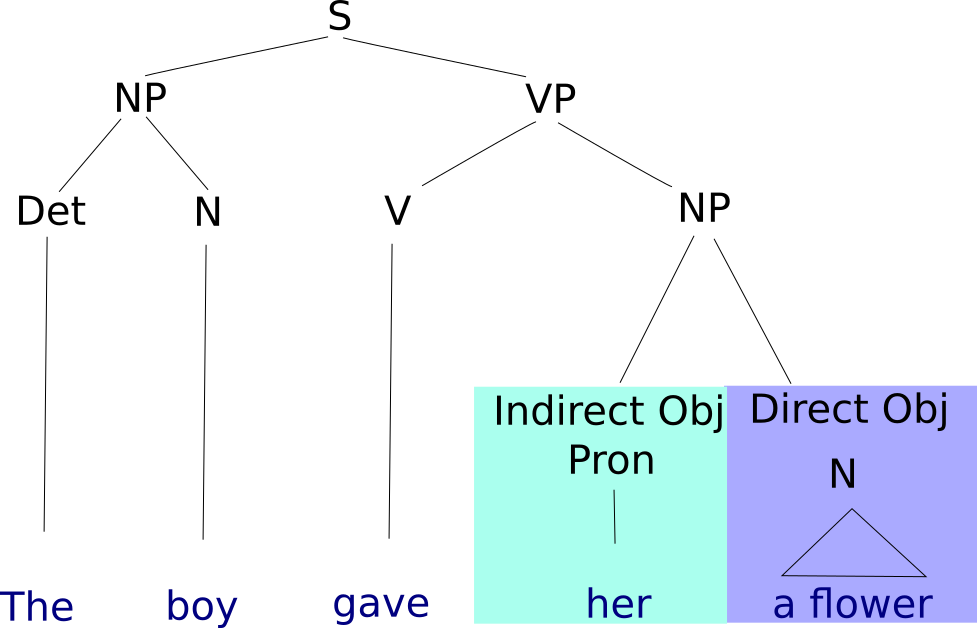
Fraza werbalna z dwoma dopełnieniami

Fraza werbalna może być w języku francuskim budowana w następujący sposób:
- Wyłącznie za pomocą czasownika. Tworzą ją czasowniki nieprzechodnie, które nie konotują dopełnienia bliższego. Do tej grupy należą takie czasowniki jak m.in. rire, pleurer, dormir, rester: Les enfants [dormentVP][18]
- Za pomocą orzeczenia imiennego. Może być nim rzeczownik bądź przymiotnik. Łącznikami są zwykle: être, paraître, sembler, devenir, avoir l'air itp: Muriel [semble contente de son nouveau travailVP] oraz takie czasowniki jak vivre, mourir, tomber, rester etc.[19]: Elle [vit seuleVP]
- Konstrukcją typu czasownik + (przysłówek) + bezokolicznik, np. w przypadku takich czasowników jak aimer, pouvoir, vouloir, etc[20]: On [peut prendre le métroVP]
- Czasownikiem z dopełnieniem bliższym, lub kombinacją dopełnienie bliższe (COD) + dopełnienie dalsze (COI):[21]: Il [raconte souvent des histoires a son amisVP]